# Bamba Assmanou Drissa
Bamba Assmanou Drissa (ur. 20 sierpnia 1984 w Abidżanie) – piłkarz z Wybrzeża Kości Słoniowej, grający na pozycji pomocnika.

## Kariera klubowa
W 2005 rozpoczął karierę piłkarską w tunezyjskim US Monastir. W sezonie 2007/08 bronił barw saudyjskiego klubu Najran SC, po czym powrócił do Tunezji, gdzie został piłkarzem Olympique Béja. Latem 2009 przeszedł do Wołyni Łuck.

## Sukcesy i odznaczenia

### Sukcesy klubowe
- wicemistrz Pierwszej Lihi: 2009/10